# Calvaire du cimetière de Loyat

Le calvaire du cimetière de Loyat est situé  au centre du cimetière de  Loyat dans le Morbihan.

## Historique
Le calvaire du cimetière de Loyat fait l’objet d’une inscription au titre des monuments historiques depuis le 23 mai 1927.

## Architecture
Il s'agit d'un calvaire du XVIe siècle, avec fût et socle en granit sculpté. Le médaillon comprend d'un côté la crucifixion, de l'autre la descente de croix. Le fût est un monolithe hexagonal, orné de feuilles sculptées ; le socle est en forme de pignon. Les angles de la borne carrée représentent les attributs des quatre Évangélistes.